# Abgrallaspis perseae
Abgrallaspis perseae är en insektsart som beskrevs av Davidson 1964. Abgrallaspis perseae ingår i släktet Abgrallaspis och familjen pansarsköldlöss. Inga underarter finns listade i Catalogue of Life.